# Суд присяжных в Казахстане
Суд прися́жных в Казахста́не (официально «суд с уча́стием прися́жных заседа́телей») функционирует с 2007 года. Присяжные по ходатайству обвиняемого рассматривают уголовные дела о преступлениях, за которых максимальное наказание — пожизненное лишение свободы. С 2010 года судебная коллегия состоит из профессионального судьи и 10 назначенных присяжных заседателей, причем профессиональный судья принимает участие в совещании присяжных при решении вопроса о виновности (невиновности) подсудимого. Присяжный получает вознаграждение за свою работу и может быть подвергнут административному штрафу за неявку в судебное заседание, а также за разглашение тайны совещательной комнаты. В 2007—2009 годах суды с участием присяжных заседателей рассматривали до 100 дел в год (в основном дела, связанные с обвинением в убийстве). Затем перечень составов преступлений, подсудных таких судам был расширен и в 2010—2012 годах суды присяжных рассматривали более 250 дел в год (в основном по обвинению в убийстве и в незаконном обороте наркотиков). В 2013 году число составов, подсудных присяжным, было сокращено и с тех пор число дел, рассмотренных судами присяжных, не превышало 100 дел в год. Законами Казахстана предусмотрено с 1 января 2023 года и с 1 января 2024 года существенное увеличение перечня статей Уголовного кодекса Республики Казахстан, подсудных судам присяжных.

## Название
В законодательстве Казахстана используется понятие «суд с участием присяжных заседателей». В частности, в статье 544 Уголовно-процессуального кодекса Республики Казахстан (по состоянию на 2009 год) было указано: «суд с участием присяжных заседателей в областном и приравненном к нему суде действует в составе двух судей и девяти присяжных заседателей». В юридической литературе (например, в статье казахстанского профессора С. Т. Шайкеновой) понятия «суд присяжных» и «суд с участием присяжных» используются как синонимы. Впрочем, в отношении суда присяжных в России, где профессиональный судья не участвует в вынесении вердикта, также некоторые российские юристы (например, кандидат юридических наук М. Э. Семененко) используют понятие «суд с участием присяжных заседателей».

## Конституционная основа
Право обвиняемого на рассмотрение его дела судом присяжных было зафиксировано в Конституции Республики Казахстан не сразу. Законом Республики Казахстан от 7 октября 1998 года «О внесении изменений и дополнений в Конституцию РК» положения статьи 75 Конституции Республики Казахстан были дополнены:

В случаях, предусмотренных законом, уголовное судопроизводство осуществляется с участием присяжных заседателей
В 2007 году Конституционный совет Республики Казахстан в постановлении указал:

…из совокупности норм п. 2 ст. 13, п. 2 ст. 75, п. 2 ст. 76 и п.п. 3) п. 3 ст. 77 Конституции РК вытекает, что право обвиняемого (подсудимого) на заявление ходатайства о рассмотрении его дела судом с участием присяжных заседателей может быть предоставлено законом не только при объявлении обвиняемому об окончании предварительного следствия и предъявлении для ознакомления всех материалов дела, но и при производстве по уголовному делу в суде с момента поступления дела в суд и до назначения главного судебного разбирательства…
Вместе с тем, некоторые юристы Казахстана считают, что рассмотрение уголовного дела судом присяжных противоречит Конституции Казахстана. Так в 2020 году вышла статья трех казахстанских юристов — А. К. Канатова, О. С. Карахожаева и Д. Досмырза — в которой утверждалось, что нормы Конституции Казахстана не предусматривают права присяжных участвовать в постановлении приговора, а «суд» не может быть судом с участием присяжных заседателей.

## История суда присяжных в Казахстане
На территории Казахстана в дореволюционный период суда присяжных не было. В Казахской ССР действовали советские народные суды и почти каждое уголовное дело рассматривалось профессиональным судьей и двумя выборными народными заседателями. После распада СССР создание суда присяжных предусматривалось во всех странах СНГ. В соответствии с Постановлением Совета Межпарламентской ассамблеи государств — участников СНГ от 14 февраля 1995 года была разработана в качестве основы для введения суда присяжных в странах СНГ «Концепция модельного уголовно-процессуального кодекса для государств — участников СНГ», причем этот модельный уголовно-процессуальный кодекс рекомендовал два варианта судебного состава с участием присяжных:
- Судья и два равноправных с ним присяжных заседателя, разрешающих все вопросы совместно;
- Судья и 12 присяжных заседателей, разрешающих только вопросы о виновности (невиновности).

Тем не менее до 2007 года Россия оставалась единственной страной СНГ, где функционировал суд присяжных. Проект закона о суде присяжных был разработан Верховным судом Республики Казахстан, внесен в парламент и принят в январе 2006 года, а вступил в законную силу в январе 2007 года. Первый судебный процесс с участием присяжных в Казахстане начался 12 февраля 2007 года в Петропавловске. Этот закон не походил на варианты, рекомендованные модельным уголовно-процессуальным кодексом СНГ. Однако Казахстан стал второй страной СНГ, где появился суд присяжных.
Изначально суд присяжных рассматривал дела по 17 составам Уголовного кодекса Республики Казахстан, за которые была предусмотрена смертная казнь: статьям 96 (частью второй), 156 (частью второй), 159 (частью второй), 160, 162 (частью четвертой), 165, 167, 171, 340, 367 (частью третьей), 368 (частью третьей), 369 (частью третьей), 373 (частью третьей), 374 (частью третьей), 375 (частью третьей), 380 (частью третьей), 383 Уголовного кодекса Республики Казахстан. Судом присяжных было рассмотрено (по данным Комитета по правовой статистике и специальным учетам Генеральной прокуратуры Республики Казахстан):
- в 2007 году — 36 дел;
- в 2008 году — 42 дела;
- в 2009 году — 60 дел.

Закон Республики Казахстан от 10 декабря 2009 года № 227-IV внес изменения в статью 543 Уголовно-процессуального кодекса Республики Казахстан, установив, что все статьи об особо тяжких преступлениях (за исключением 9 составов, а также дел о применении принудительных мер медицинского характера к лицам, совершившим указанные деяния в состоянии невменяемости либо заболевшим душевной болезнью после их совершения) могли рассматриваться с участием присяжных заседателей. Этот закон привел к росту числа рассматриваемых присяжными дел. Судом присяжных было рассмотрено (по данным Комитета по правовой статистике и специальным учетам Генеральной прокуратуры Республики Казахстан):
- в 2010 году — 265 дел;
- в 2011 году — 339 дел.

В 2010 году в Казахстане появились специализированные межрайонные суды по уголовным делам, в которые были переданы из областных судов коллегии присяжных заседателей.
Закон Республики Казахстан от 29 ноября 2011 года № 502-IV исключил из подсудности присяжных 10 составов. В итоге в 2012 году суды присяжных рассмотрели 276 дел.
Новые поправки в статью 543 Уголовно-процессуального кодекса Республики Казахстан были внесены путем принятия Конституционного закона Республики Казахстан от 3 июля 2013 года № 121-V «О внесении изменений и дополнений в Конституционный закон Республики Казахстан и в некоторые законодательные акты Республики Казахстан по вопросам исключения противоречий, пробелов, коллизий между нормами права различных законодательных актов и норм, способствующих совершению коррупционных правонарушений». Эти поправки установили, что с 15 июля 2013 года суд присяжных может рассматривать только дела о преступлениях, за совершение которых уголовным законом предусмотрены смертная казнь или пожизненное лишение свободы (за исключением ряда статей, а также за исключением дел о применении принудительных мер медицинского характера к лицам, совершившим преступления, за которые предусмотрены смертная казнь или пожизненное лишение свободы в состоянии невменяемости либо заболевшим душевной болезнью после их совершения).
Сокращение числа составов, рассматриваемых присяжными, власти впоследствии объяснили борьбой с коррупцией. При обсуждении в парламенте проекта новой редакции Уголовно-процессуального кодекса Республики Казахстан 31 октября 2013 года представитель генеральной прокуратуры — заместитель Генерального прокурора Республики Казахстан Иоган Меркель так объяснил сокращение составов, которые могут рассматривать присяжные:

В определенных местностях невозможно подобрать присяжных, потому что все вокруг родственники. А у нас, согласно статье 14 Конституции, все равны перед законом, то есть получается: здесь в Астане я могу просить суд присяжных, а где-то в Шымкенте не могу или в другом крупном регионе, потому что кругом одни родственники… В России — к примеру, на Кавказе, невозможно осудить ни одного человека даже за убийство, их всех оправдывают… Поэтому принято такое решение: количество таких дел будет сокращено… В Казахстане такие факты тоже имеются. А присяжных вы как переделаете? Вы их не переделаете. Если они родственники между собой — никогда не будут осуждены…
Представители Верховного суда Республики Казахстан опровергли слова заместителя Генерального прокурора, о наличии проблем с коллегиями присяжных. Однако в новой редакции Уголовно-процессуального кодекса Республики Казахстан от 4 июля 2014 года число составов, подсудных присяжным не изменилось — поменяли только номера статей.
В итоге число дел, рассмотренных присяжными в Казахстане составило:
- В 2013 году — 190 дел;
- В 2014 году — 64 дела;
- В 2015 году — 42 дела.

20 мая 2015 года президент Нурсултан Назарбаев представил План нации, в котором был 21-й шаг реформы «Обеспечение верховенства закона», предусматривавший:

Расширение области применения суда присяжных. Законодательное определение категории уголовных дел, по которым суд присяжных должен являться обязательным…
С целью реализации этого шага закон Республики Казахстан от 31 октября 2015 года № 378-V изменил статью 631:
- Из подсудности были исключены преступления против конституционного строя и безопасности государства, ряд преступлений против мира и безопасности человечества и уголовных правонарушений против общественной безопасности и общественного порядка;
- Были добавлены к подсудности присяжных 5 новых составов об отягчающих обстоятельствах при похищении человека, торговле людьми, вовлечении несовершеннолетнего в совершение уголовных правонарушений и о торговле несовершеннолетними;
- Исключено ограничение на использование суда присяжных в случаях, когда преступление совершено преступной группой.

Данные поправки не привели к существенному росту числа дел, рассматриваемых присяжными — в 2016 году в Казахстане присяжные рассмотрели 47 дел. В дальнейшем число дел рассматриваемых присяжными оставалось примерно на уровне менее 100 дел в год:
- В 2017 году присяжные рассмотрели 72 дела[17];
- В 2018 году присяжные рассмотрели 44 дела[18];
- В 2019 году присяжные рассмотрели 48 дел[19];
- В 2020 году присяжные рассмотрели 42 дела[20].

Поправки конца 2020 года лишили присяжных права рассматривать дела в отношении несовершеннолетних (после того как присяжные оправдали лиц, которые совершили резонансные преступления против половой неприкосновенности несовершеннолетних).
С 11 января 2021 года присяжные были лишены права рассматривать дела об изнасиловании. В 2021 году присяжные рассмотрели 59 дел в отношении 85 лиц, из которых осудили 78 лиц, а оправдали 7 лиц. Таким образом, доля оправданных составила 8,2 % подсудимых, в отношении которых был вынесен приговор. При этом все суды Казахстана в 2021 году окончили уголовных дел по первой инстанции в отношении 38183 лиц, из которых оправдали 413 лиц (1,1 %).
С 2023 года началось расширение перечня составов, подсудных присяжным. Законом от 27 декабря 2019 года, вводимым в действие с 1 января 2023 года, подсудность суда присяжных была увеличена на 16 составов и общее число составов, подсудных присяжным достигло 31. На основании послания президента Касыма Токаева от 16 марта 2022 года была проведена реформа суда присяжных: приняты поправки в законодательство, которые сделали подсудными присяжным еще 13 составов тяжких и менее тяжких преступлений. Эти поправки вступят в силу с 1 января 2024 года и предусматривают, что присяжные будут рассматривать дела также по следующим составам:
- Незаконное изъятие органов и тканей человека;
- Пытки;
- Рейдерство;
- Ненадлежащее выполнение профессиональных обязанностей медицинскими и фармацевтическими работниками, повлекшее смерть двух и более лиц;
- Незаконная добыча рыбных ресурсов, других водных животных и растений, повлекшая тяжкие последствия;
- Незаконная охота, повлекшая тяжкие последствия;
- Нарушение правил дорожного движения, или эксплуатация транспортных средств, повлекшая смерть двух и более лиц; нарушение правил дорожного движения, или эксплуатация транспортных средств лицами, управляющими транспортными средствами в состоянии опьянения, повлекшая смерть двух и более лиц;
- Управление транспортным средством лицом, лишенным права управления транспортными средствами и находящимся в состоянии опьянения, повлекшее смерть человека.

## Состав дел, рассматриваемых присяжными
Абсолютное большинство дел, рассматривавшихся присяжными в Казахстане — это дела, связанные с обвинениями в убийстве. Первые два года существования института присяжные рассматривали только дела об убийствах. После расширения числа составов, подсудных присяжным, в 2009—2013 годах коллегии часто рассматривали также дела, связанные с незаконным оборотом наркотиков. Однако с 2014 года вновь абсолютное большинство дел, рассматриваемых присяжными — это дела об убийстве.
| Год  | Дела об убийстве | Дела о наркотиках | Прочие уголовные дела | Всего рассмотрено уголовных дел |
| ---- | ---------------- | ----------------- | --------------------- | ------------------------------- |
| 2007 | 36               | 0                 | 0                     | 36                              |
| 2008 | 42               | 0                 | 0                     | 42                              |
| 2009 | 58               | 0                 | 2                     | 60                              |
| 2010 | 96               | 112               | 57                    | 265                             |
| 2011 | 147              | 123               | 69                    | 339                             |
| 2012 | 150              | 101               | 61                    | 276                             |
| 2013 | 98               | 57                | 35                    | 190                             |
| 2014 | 49               | 4                 | 11                    | 64                              |
| 2015 | 39               | 1                 | 2                     | 42                              |
| 2016 | 33               | 0                 | 14                    | 47                              |

## Состав суда с участием присяжных
Судебная коллегия имеет смешанный состав: профессиональный судья (в 2007—2009 годах — двое профессиональных судей) областного (приравненного к нему городских судов Алма-Аты и Астаны) и девять (с 2010 года десять) присяжных заседателей. Профессиональный судья председательствует в коллегии присяжных, а также участвует в обсуждении вердикта в совещательной комнате. Присяжный не имеет права (по состоянию на 2017 год) сообщить о давлении председательствующего профессионального судьи в вышестоящую судебную инстанцию, СМИ или сторонам по делу, давление председательствующего не считается дисциплинарным проступком или преступлением; нет правовой возможности отмены приговора при установлении фактов такого давления.

## Отбор кандидатов в присяжные
Формирование списков присяжных происходит на основании ежегодно составляемых списков избирателей соответствующего района (города областного значения) из числа постоянно проживающих в административно-территориальной единице. Не могут быть присяжными и исключаются из списков следующие категории граждан Казахстана:
- лица, замещающие государственные или выборные должности в органах местного самоуправления;
- военнослужащие;
- судьи, прокуроры, следователи, дознаватели, адвокаты, нотариусы или имеющие специальное звание сотрудника органов внутренних дел, органов по контролю за оборотом наркотических средств и психотропных веществ, службы судебных приставов, таможенных органов, органов и учреждений уголовно-исполнительной системы, а также лица, осуществляющие частную или детективную деятельность на основе специального разрешения (лицензии);
- лица моложе 25 лет;
- подозреваемые и обвиняемые в уголовных преступлениях.

Законом предусмотрено создание на базе Министерства цифрового развития с 1 июля 2023 года единого списка присяжных заседателей

## Особенности рассмотрения дел с участием присяжных
Ходатайство о рассмотрении дела судом присяжных заявляет обвиняемый. Первоначально действовала норма о том, что такое ходатайство обвиняемый мог заявить только при объявлении ему об окончании предварительного следствия и предъявлении для ознакомления всех материалов дела. 23 января 2007 года постановлением Алматинского городского суда было отклонено ходатайство подсудимого о рассмотрении его дела судом присяжных на том основании, что обвиняемый не заявил ходатайство при ознакомлении с материалами дела. В связи с этим случаем 15 марта 2007 года группа депутатов парламента Казахстана обратилась в Конституционный совет Республики Казахстан, который рекомендовал правительству Казахстана изменить законодательство. Законом Республики Казахстан от 10 декабря 2009 года было установлено, что обвиняемый имеет право заявить ходатайство о рассмотрении дела судом присяжных не только при ознакомлении с материалами дела, но и позднее — на предварительном слушании дела в суде, но до назначения судом главного судебного разбирательства.
По состоянию на 2017 год статья 650 Уголовно-процессуального кодекса Республики Казахстан устанавливала ряд ограничений судебного следствия в суде присяжных:
- Исследованию с участием присяжных не подлежали обстоятельства, связанные с прежней судимостью подсудимого, о признании его хроническим алкоголиком или наркоманом, а также иные обстоятельства, способные вызвать в отношении подсудимого предубеждения присяжных заседателей;
- В случае нарушения порядка статьи 650 Уголовно-процессуального кодекса Республики Казахстан председательствующий должен предупредить соответствующего участника процесса о недопустимости такого поведения и разъяснить присяжным, чтобы они не воспринимали сказанное участником процесса. При повторении такого нарушения на участника процесса может быть наложено денежное взыскание.

Статья 633 Уголовно-процессуального кодекса Республики Казахстан запрещает вступать в неустановленный законом контакт присяжными заседателями для адвоката, но и на прокурора и представителей потерпевшего.
Голосование присяжных происходит тайно и в письменной форме — в соответствии со статьей 656 Уголовно-процессуального кодекса Республики Казахстан бюллетени с ответами заседателей и судьи запечатываются в конверт, который хранится в материалах уголовного дела, причем адвокат вправе ходатайствовать перед председательствующим об обозрении бюллетеней в судебном заседании. Если две трети присяжных выскажут мнение о виновности (невиновности) подсудимого, отличное от мнения профессионального судьи, то принимается мнение присяжных.

## Административная ответственность присяжных
За неявку в суд без уважительных причин (по состоянию на 2021 год) на присяжного может быть наложен штраф в размере до 10 минимальных расчетных показателей согласно статье 655 Кодекса об административных правонарушениях Республики Казахстан.
Если присяжный заявит о давлении на него со стороны председательствующего судьи, то в этом случае (по состоянию на 2017 год) судья распускает коллегию в виду нарушения присяжными тайны совещательной
комнаты и может привлечь присяжных к административной ответственности по статье 657 Кодекса об административных правонарушениях Республики Казахстан в виде штрафа в размере 20 месячных расчетных показателей (45 380 тенге на 2017 год). В 2016 году такие случаи наложения штрафа на присяжных были в Актобе и Караганде. Если несоблюдение присяжным ограничений, связанных с рассмотрением дела, влечет отстранение присяжного заседателя от дальнейшего участия в рассмотрении дела, штраф для присяжного составляет 200 минимальных расчетных показателей (3,3 средних заработных платы в Казахстане на 2017 год).

## Оплата труда присяжных
Согласно пункту 1 статьи 16 Закона Республики Казахстан «О присяжных заседателях», присяжному заседателю выплачивалось по окончании рассмотрения конкретного дела (если рассмотрение дела затягивается, то ежемесячно) за счет бюджетных средств вознаграждение в размере половины должностного оклада судьи областного и приравненного к нему суда, но не менее среднего заработка присяжного заседателя по месту его основной работы пропорционально времени (количеству рабочих дней) присутствия в суде. Однако в 2019 году были внесены поправки, снизившие размер этих выплат: было установлено, что присяжному заседателю полагается вознаграждение в размере половины должностного оклада судьи районного суда и приравненного к нему суда (со стажем до одного года) пропорционально времени (количеству рабочих дней) присутствия в суде.

## Отмена приговоров судов присяжных
Большинство оправдательных приговоров, вынесенных судом присяжных в Казахстане как и в России отменяются вышестоящими судами. По состоянию на 2018 год законодательство Казахстана предусматривало 8 оснований для отмены оправдательного приговора, вынесенного присяжными. По словам судьи Верховного суда Республики Казахстан Серика Абнасирова, в Казахстане за 2016 год из шести оправдательных приговоров на семь лиц были отменены четыре приговора на пять лиц: в основном из-за сокрытия кандидатами в присяжные заседатели судимости своих родственников. В случае отмены оправдательного приговора дело рассматривается повторно судом первой инстанции. При этом при повторном рассмотрении подсудимый может быть снова взят под стражу до приговора. Например, 28 августа 2009 года Павлодарский областной суд с участием присяжных заседателей оправдал четверых подсудимых, обвинявшихся в убийстве. Верховный суд Республики Казахстан 15 января 2010 года этот оправдательный приговор отменил. Дело было рассмотрено повторно и освобожденные из-под стражи четверо подсудимых вновь были арестованы на предварительном слушании.

## Значение суда присяжных в уголовном суде Казахстана
На суд присяжных приходится незначительная доля как осужденных, так и оправданных. В 2019 году в Казахстане были осуждены 27 156 человек (из них 63 с участием присяжных), оправданы 877 (из них 7 с участием присяжных). То есть доля лиц, чьи дела рассмотрели присяжные составляет менее 1 % всех подсудимых.

## Оценки международных правозащитных организаций
В 2008 году БДИПЧ ОБСЕ представило «Отчет по результатам мониторинга судопроизводства с участием присяжных заседателей в Республике Казахстан в 2007 году», в котором дало ряд рекомендаций властям Казахстана по изменению законодательства о суде присяжных, в частности рекомендовало обеспечить присутствие защитника при разъяснении обвиняемому права на рассмотрение его дела судом присяжных (по состоянию на 2017 год эта рекомендация принята не была).